# La Poterie-Mathieu

La Poterie-Mathieu este o comună în departamentul Eure, Franța. În 1 ianuarie 2022 avea o populație de 166 de locuitori.